# Carmenza González
Carmenza González Gutiérrez, (nacida en Medellín 16 de julio de 1961 y criada en Bogotá) es una actriz colombiana, conocida por su papel de Dulcinea en la telenovela Los Reyes en 2005, Quintina en Pasión de Gavilanes y Graciela en Garzón.

## Filmografía[1]

### Televisión
| Año             | Título                                              | Personaje                          |
| --------------- | --------------------------------------------------- | ---------------------------------- |
| 1989            | Garzas al amanecer                                  |                                    |
| 1990            | Puerto amor                                         |                                    |
| 1992            | La 40, la calle del amor                            |                                    |
| 1992            | Los motivos de Lola                                 |                                    |
| 1992            | Fronteras del regreso                               |                                    |
| 1993            | Detrás de un ángel                                  |                                    |
| 1995            | Padres e hijos                                      |                                    |
| 1996            | Guajira                                             |                                    |
| 1996            | Fuego verde                                         |                                    |
| 1996            | Prisioneros del amor                                | Monja                              |
| 1998            | Perro Amor                                          | Beatriz Caparroso                  |
| 1999            | La Caponera                                         | Doña Asunción de Pinzón            |
| 2001            | Francisco el Matemático                             | Doña Carmela                       |
| 2001            | Amor a Mil                                          | Lucy de McKenzie                   |
| 2002            | Así es la vida                                      |                                    |
| 2002            | Pobre Pablo                                         | Aparición                          |
| 2003            | Amor a la plancha                                   | Aparición                          |
| 2003            | Punto de giro                                       | Aparición                          |
| 2003-2004, 2022 | Pasión de gavilanes                                 | Quintina Canosa                    |
| 2005-2006       | Los Reyes                                           | Libia Dulcinea Del Toboso Gonzales |
| 2007            | Zona rosa                                           | Señora Bautista                    |
| 2007            | La sucursal del cielo                               | María de Lizcano                   |
| 2007            | Mujeres asesinas                                    | Aparición                          |
| 2008            | Los protegidos                                      | Aparición                          |
| 2008            | Novia para dos                                      | Perla                              |
| 2008-2009       | Vecinos                                             | Maruja                             |
| 2009-2010       | Amor en custodia                                    | Nora                               |
| 2011            | Confidencial                                        | Aparición                          |
| 2011            | El secretario                                       | Madre de Mario                     |
| 2012            | Corazones blindados                                 | Rosmary                            |
| 2013            | La prepago                                          |                                    |
| 2013            | Muñeca brava                                        |                                    |
| 2015            | ¿Quién mato a Patricia Soler?                       | Carlota La Duquesa                 |
| 2016            | La niña                                             | María Inés de Villamizar           |
| 2016-2017       | Las Vega's                                          | Teresa Correa                      |
| 2018            | Garzón                                              | Graciela Forero de Garzón          |
| 2018            | Pasajeros la serie                                  | Carmen                             |
| 2019            | Relatos Retorcidos: La Agonía de Rafael Uribe Uribe | Tulia                              |
| 2019            | Los Briceño                                         | Lucía Calvache                     |
| 2019-2021       | Enfermeras                                          | Hilda Moreno de Mayorga            |
| 2020-2023       | De brutas, nada                                     | Doña Martha "Martita"              |
| 2021            | Cafe con aroma de mujer                             | Rosalba Mejía                      |
| 2021            | 1977                                                | Bertha                             |
| 2022            | Entre sombras                                       |                                    |
| 2023            | Algo en tu mirada                                   | Regina Victoria                    |
| 2025            | El novicio rebelde                                  | Beatriz                            |

## Cine
| Año  | Título                | Personaje     |
| ---- | --------------------- | ------------- |
| 1995 | El Alma de Maíz       | Recurrente    |
| 2008 | Paraíso Travel        | Aparición     |
| 2015 | Alias María           | Esposa médico |
| 2020 | Un tal Alonso Quijano | Gloria        |

## Teatro
| Año       | Título                                       |
| --------- | -------------------------------------------- |
| 1988      | La zorra y las uvas                          |
| 1989      | Los gigantes de la montaña                   |
| 1990-1991 | Doña Flor y sus dos maridos                  |
| 1994      | Los mecanógrafos                             |
| 1996      | Como nacieron las telenovelas                |
| 1997-1998 | Hienas, chacales y otros animales carnívoros |